# Mansa bakeri
Mansa bakeri là một loài tò vò trong họ Ichneumonidae.